# Begonia rosacea
Espèce
Begonia rosacea est une espèce de plantes de la famille des Begoniaceae. Ce bégonia est originaire de Colombie. L'espèce fait partie de la section Eupetalum. Elle a été décrite en 1857 par Jules Antoine Adolph Henri Putzeys (1809-1882). L'épithète spécifique rosacea signifie « comme une rose ».

## Répartition géographique
Cette espèce est originaire du pays suivant : Colombie.